# Julgamentos das bruxas de North Berwick

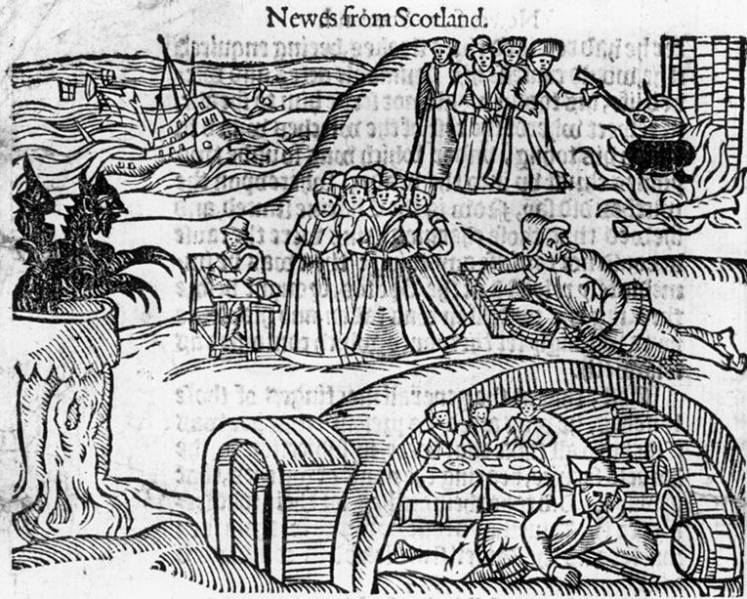
Panfleto do Newes da Escócia, tratando sobre as acusações em North Berwick.

Os julgamentos das bruxas de North Berwick foram uma série de julgamentos ocorridos entre 1590 e 1592, envolvendo um notável número de pessoas de East Lothian, na Escócia, acusadas de bruxaria. Eles ocorreram por dois anos, implicando setenta pessoas. Entre estas estavam Francis Stewart, o V Conde de Bothwell, acusado de alta traição. As "bruxas" realizariam os seus encontros na Auld Kirk Green, onde hoje é a moderna North Berwick Harbour. As confissões foram extraídas por meio de tortura, no Old Tolbooth, em Edimburgo.

## História
Esta foi a primeira grande perseguição de bruxaria na Escócia, e começou com um caso envolvendo as casas reais da Dinamarca e Escócia. O rei James VI partiu para Copenhaga para se casar com a princesa Ana, irmã de Christian IV, rei da Dinamarca. Durante o seu regresso à Escócia, eles experimentaram tempestades terríveis e tiveram que abrigar-se na Noruega durante várias semanas antes de continuar a viagem até Edimburgo. O almirante da frota dinamarquesa apontou a esposa de um alto funcionário em Copenhaga, acusando-a de ter causado a tempestade, devido aa ela o ter insultado. Vários nobres da corte escocesa foram envolvidos, e julgamentos de feitiçaria foram realizados na Dinamarca. Uma das primeiras acusadas de feitiçaria foi a dinamarquesa Anna Koldings, que, sob pressão, divulgou os nomes de cinco outras mulheres, uma das quais era Envie, a esposa do burgomestre de Copenhague. Sob tortura, todas elas confessaram que haviam sido culpadas de feitiçaria, levantando tempestades que ameaçavam a viagem da rainha Ana, e que haviam enviado demônios para subir a quilha de seu navio. Em setembro de 1590, duas mulheres foram queimadas como bruxas em Kronborg. James ouviu notícias da Dinamarca em relação aos casos e decidiu criar seu próprio tribunal.

## Gillis Duncan
Bruxas escocesas foram associadas a tempestades quando uma empregada chamada Gillis Duncan, que trabalhava para um homem chamado David Seaton, na cidade de Tranent, foi forçada a uma confissão por seu empregador. Aparentemente, Duncan começou a exibir uma capacidade de cura milagrosa e se esgueirava para fora da casa durante a noite. Quando confrontada por Seaton, Duncan não podia explicar sua nova habilidade e comportamento estranho. Sob tortura, ela confessou ser uma bruxa e muitos outros foram acusados de feitiçaria. De acordo com o panfleto contemporâneo Newes da Escócia, em 1591, ela delatou numerosos indivíduos, homens e mulheres.

## Julgamentos
Muito em breve, mais de cem suspeitos de bruxaria em North Berwick foram presos, e muitos confessaram sob tortura terem se reunido com o Diabo na igreja à noite, dedicando-se a fazer o mal, incluindo o envenenamento do Rei e outros membros de sua família, e tentando afundar o navio do Rei.
As duas pessoas acusadas mais significativas foram Agnes Sampson, uma mulher idosa respeitada, e Dr. John Fian, um professor e estudioso. Ambos se recusaram a confessar a prática de bruxaria, mas foram condenados à tortura severa. Sampson foi levada até o rei James e um conselho de nobres. Ela negou todas as acusações, mas depois de ser torturada horrivelmente, finalmente confessou. Ela estava presa à parede de sua cela por um freio de bruxa - um instrumento de ferro com pontas afiadas que forçava para dentro da boca, de modo que dois dentes pressionavam a língua, e os dois outros iam contra as bochechas. Ela foi mantida sem dormir, lançada com uma corda em volta de sua cabeça, e só depois destas provações confessou cinquenta e três acusações contra ela. Ela foi finalmente estrangulada e queimada como uma bruxa.
Dr. Fian também sofreu tortura severa. Ele suportou ter suas unhas extraídas à força, em seguida, ter alfinetes de ferro impulsados na pele. Ele foi finalmente levado para o Castlehill, em Edimburgo, e queimado na fogueira em 16 de Dezembro de 1592.
De acordo com TC Smout, entre 3.000 e 4.000 bruxas foram acusadas e executadas na Escócia nos anos 1560-1707.